# Mesosetum ansatum
Mesosetum ansatum là một loài thực vật có hoa trong họ Hòa thảo. Loài này được (Trin.) Kuhlm. mô tả khoa học đầu tiên năm 1922.